# Wangshiwan
Wangshiwan (kinesiska: 王十万, 王十万乡) är en socken i Kina. Den ligger i provinsen Hunan, i den södra delen av landet, omkring 81 kilometer söder om provinshuvudstaden Changsha. Antalet invånare är 22037. Befolkningen består av 10 571 kvinnor och 11 466 män. Barn under 15 år utgör 14,0 %, vuxna 15-64 år 73 %, och äldre över 65 år 12,0 %.
Genomsnittlig årsnederbörd är 1 859 millimeter. Den regnigaste månaden är maj, med i genomsnitt 295 mm nederbörd, och den torraste är oktober, med 29 mm nederbörd.